# 李薇 (1963年)
李薇（1963年9月24日—），中国大陸越南裔女商人，因与中共多名高官有染而知名。

## 生平
出生于越南，为法越混血。约1970年因避战乱随其父亲来到云南省红河州。但是直到1996年12月25日，李薇才获得合法身份。李薇在中国大陸各地及海外设有近20家公司，涉及烟草、地产、石油等多个行业，身价近百亿。2006年10月，李薇因涉嫌逃避缴纳税款被中華人民共和国警方控制。据媒体称，李薇为原中国石化董事长陈同海的情妇，后经陈同海介绍认识了原山东省委副书记、青岛市委书记杜世成，并与其保持亲密的私人关系。因此“李薇案”被中国大陸网络称此案为“公共情妇门”。此外，许多已经因腐败问题下台的多位高官与其有牵扯。根据维基解密披露，美国驻上海领事馆于2007年9月发回美国国务院一封以“与敌人共枕”为题的电文，指出李薇是以「為中共軍事情報部門工作」的身份介紹給這些官員。然而，調查人員相信她是一名台灣間諜。不過李薇最終未以臺諜罪名起訴，最終未獲得刑事審判，於2011年2月重獲自由。